# Страус — ЮГ
«Страус — ЮГ» — страусиная ферма и зоопарк на окраине Мелитополя. Достопримечательность города и одна из крупнейших страусиных ферм на Украине. Ферма расположена в Мелитопольском районе, в 700 метрах к северу от Мелитополя (на территории, которую планируется присоединить к городу).

## Страусиная ферма
Страусиная ферма была основана в 2002 году в здании старой советской фермы к северу от Мелитополя. Ферма разводит чёрных африканских страусов, торгует страусиным мясом, кожей, яйцами, перьями и различными сувенирами. Часть молодняка также идёт на продажу. Продукция фермы продаётся в другие города Украины и экспортируется за рубеж. На ферме насчитывается 100 страусов (2012 год).

## Зоопарк
Страусиная ферма с первых лет своего существования привлекала туристов. Но, поскольку посетителям хотелось видеть и других животных, помимо страусов, ферма постепенно стала обзаводиться собственным зоопарком. В 2008 году на ферме держали только рыбок, павлинов и осликов, но к 2011 году число собранных в зоопарке видов составляло уже несколько десятков.
Волк Акелла ещё волчонком был подарен зоопарку охотниками. Директор фермы Елена Кусяка долго отказывалась принимать такого опасного хищника и согласилась только после того, как охотники пригрозили убить волчонка.
По состоянию на 2013 год в зоопарке содержались:
- Хищники: лев и львица, волк, рыжая лисица, барсук, енотовидная собака, енот-полоскун, носуха
- Копытные: лама, камерунская овца, вьетнамская вислобрюхая свинья, мини-пиг, романовские овцы, лошадь Пржевальского, ослы, козы
- Грызунообразные: нутрия, белка, морская свинка, карликовые декоративные кролики
- Птицы: африканский страус, эму, павлин, жёлтый золотой фазан, куры Бентамки, кохинхин карликовый, горный гусь, полярный гусь, канадская казарка, индийский бегун, чёрный лебедь, журавль-красавка, волнистые попугайчики, различные породы голубей

Имеются бассейн с рыбками, детская площадка.

## Галерея
- Волк Акела
- Лошадь Пржевальского
- Носуха
- Лама
- Павлин
- Полярный гусь
- Чёрный лебедь
- Табличка на вольере
- Детская площадка